# CS-serie

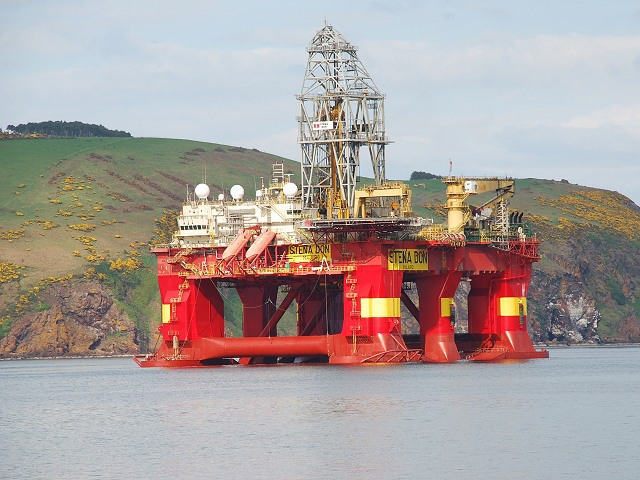
De Stena Don

De CS-serie is een serie ontwerpen van halfafzinkbare platforms van Moss. Het ontwerp van deze vijfde en zesde generatie van halfafzinkbare platforms bestaat uit twee pontons met daarop elk drie kolommen en een rechthoekig dek.

## CS-serie
| Type      | Naam               | Werf                                      | Jaar         | IMO-nummer |
| --------- | ------------------ | ----------------------------------------- | ------------ | ---------- |
| CS45      | West Venture       | Hitachi Heavy Industries                  | januari 2000 | 8764365    |
| CS30      | Stena Don          | Kvaerner Warnow Werft                     | 2001         | 8764418    |
| CS50      | SBX-1              | Vyborg Shipyard / AmFELS                  | 2002         | 8765412    |
| CS50 MKII | West Phoenix       | Samsung Heavy Industries                  | januari 2008 | 8768294    |
| CS50 MKII | West Eminence      | Samsung Heavy Industries                  | januari 2009 | 8768438    |
| CS50 MKII | Scarabeo 8         | Sevmash / Fincantieri / Westcon           | 2012         | 8768737    |
| CS50 MKII | Polyarnaya Zvezda  | Vyborg Shipyard/ Samsung Heavy Industries | 2010         | 8770986    |
| CS50 MKII | Severnoye Siyaniye | Vyborg Shipyard/ Samsung Heavy Industries | 2011         | 8770998    |
| CS50 MKII | Seadragon II       | Sevmash/ Jurong Shipyard                  | 2011         | 8768749    |
| CS50 MKII | Seadragon I        | Vyborg Shipyard/ Jurong Shipyard          | 2011         | 8770766    |
| CS60      | West Mira          | Hyundai Samho Heavy Industries            | 2014         | 9662344    |
| CS60      | Ocean GreatWhite   | Hyundai Heavy Industries                  | juni 2016    | 9697569    |
| CS60      | Bollsta Dolphin    | Hyundai Heavy Industries                  |              | 9664196    |
| CS60      | Stena MidMax       | Samsung Heavy Industries                  |              | 9701621    |
| CS60      | West Rigel         | Jurong Shipyard                           | 2015         | 9659309    |